# Margaret MacDonald Mackintosh

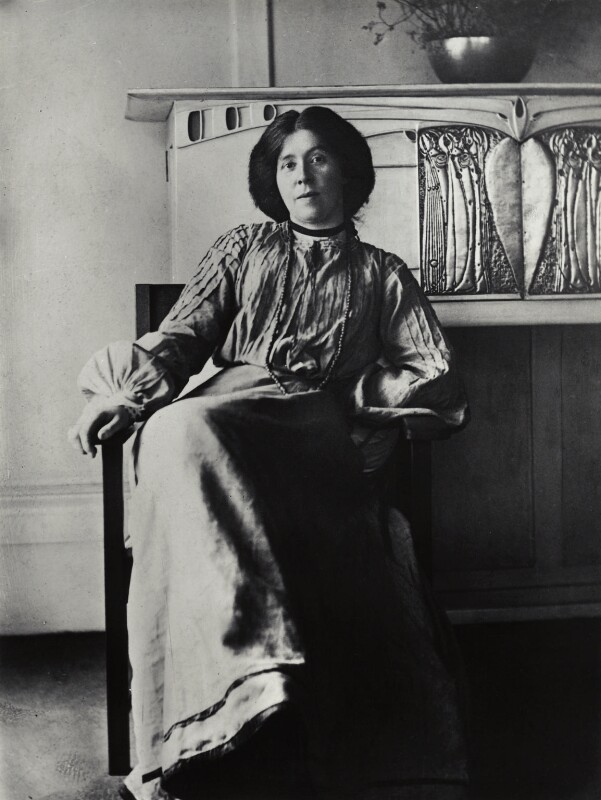
Margaret MacDonald, etwa 1895

Margaret MacDonald Mackintosh (* 5. November 1864 in Tipton bei Wolverhampton; † 10. Januar 1933 in London), auch Margaret MacDonald oder Margaret Mackintosh, war eine schottische Malerin, Designerin und Kunsthandwerkerin des Jugendstil.

## Leben
Margaret MacDonald wurde als Tochter eines Bergbauingenieurs in der Nähe von Wolverhampton geboren. 1890 ließ sich die Familie in Glasgow nieder, wo Margaret und ihre Schwester Frances an der Glasgow School of Art studierten. Sie heiratete 1900 den Architekten und Designer Charles Rennie Mackintosh, mit dem sie 1899 nach Liverpool gezogen war.
Mit ihm, ihrer Schwester Frances MacDonald McNair und James Herbert McNair bildete sie die Künstlergruppe The Four, die die schottische Schule des Jugendstil prägte. Die beiden Frauen und weitere Künstlerinnen bildeten die Gruppe der Glasgow Girls. 1900 stellten Margaret Macintosh und ihr Mann auf Einladung von Gustav Klimt in der Wiener Secession aus, wodurch sie Einfluss auf die Arbeiten von Gustav Klimt und Josef Hoffmann ausübten. 1915 ließ sie sich mit ihrem Ehemann in London nieder und sie wurden Teil der Künstlerszene von Chelsea und lebten von Margarets Erbschaft und dem Verkauf von Aquarellen und Textildessins. Aufgrund ihres schlechten Gesundheitszustandes musste sie ab 1921 ihre künstlerische Tätigkeit beenden. 1923 reiste sie aus Gründen der niedrigeren Lebenshaltungskosten und des gesunden Klimas mit ihrem Ehemann nach Südfrankreich und verbrachte die folgenden Jahre im „Hotel du Commerce“ in Port-Vendres. 1927 kehrte sie mit ihrem Mann nach London zurück und lebte nach seinem Tod bis 1933 zurückgezogen in Chelsea.

## Werk
Mackintosh war überwiegend als Kunsthandwerkerin und Entwerferin tätig. Sie versuchte sich in verschiedensten Techniken und Materialien, wie Metallarbeiten, Stickereien Textilentwürfen und war besonders als Designerin von Innenräumen bedeutend. Sie machte vor allem Entwürfe für Teesalons und Privatwohnungen. Nachdem sie anfangs meist gemeinsam mit ihrer Schwester tätig war, verlagerte sich ihre Zusammenarbeit später auf ihren Ehemann. Im Fall von Willow Tearooms war sie an der Umgestaltung der Fassade beteiligt.
Sie war die führende Künstlerin des Jugendstils und zählt mit ihren dekorativen kunsthandwerklichen Arbeiten zu einer der einflussreichsten Gestalterinnen des Modern Style, wie die englische Bezeichnung des Jugendstils lautet. Daneben war sie auch als Malerin und Grafikerin tätig.
1901 entwarf das Ehepaar für den Wettbewerb Haus eines Kunstfreundes der deutschen Zeitschrift Innendekoration ein Wohnhaus mit Innenausstattung, eine Planung, die erst in den 1990er Jahren in Glasgow in einem Park mit dem House for an Art Lover umgesetzt wurde.
Ihre Gesso-Panels The Heart Of The Rose und The White Rose And The Red Rose, die die Künstlerin 1901 und 1902 angefertigt hatte, erzielten im Jahr 2008 bei einer Versteigerung des Auktionshauses Christie’s die Rekordsummen von £ 490 900 bzw. £ 1 700 000. Ein weiteres Gesso-Paneel ist der sogenannte Wärndorfer-Fries, den die Künstlerin im Jahr 1902 für den Musiksalon der Wiener Villa Fritz Wärndorfers, dem Mitbegründer der Wiener Werkstätte, entwarf.

Auswahl von Werken
Deutsche Kunst und Dekoration (Heft 8) (1902)
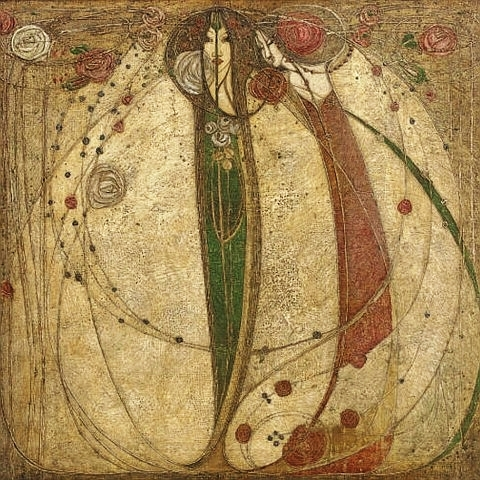
The White Rose And The Red Rose (1902)
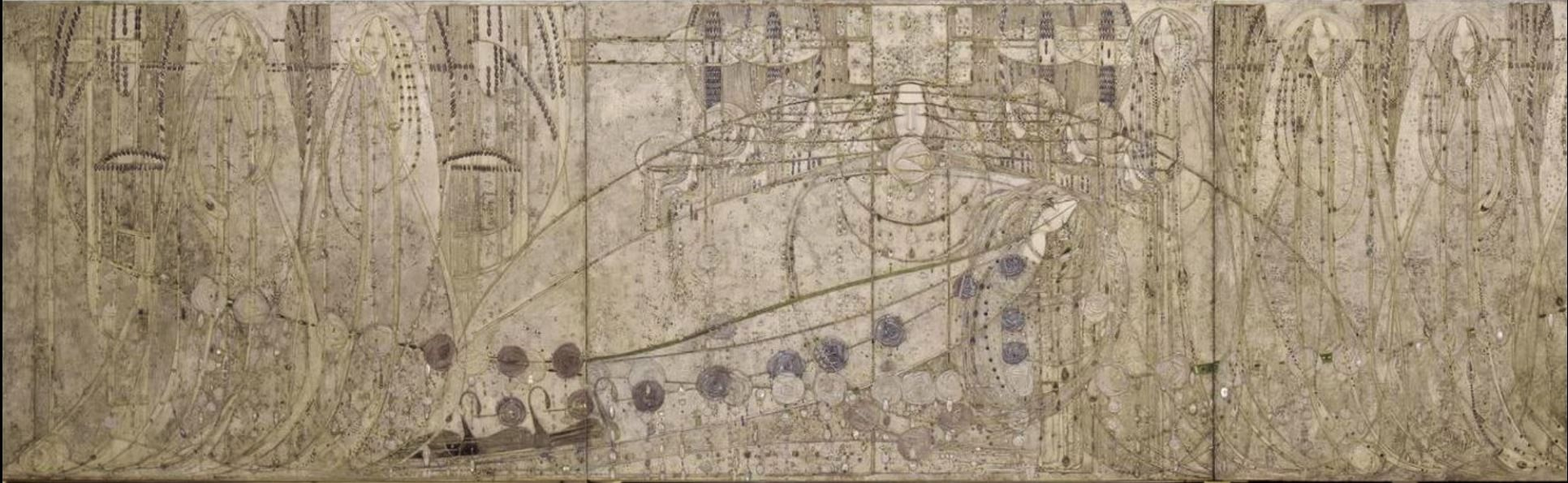
Sog. Wärndorfer-Fries aus dem Musiksalon der Villa von Fritz Waerndorfer in Wien, 1906. Ausstellungsort: MAK Wien